# 宮脇万
宮脇 万（みやわき まん、1958年4月29日 - ）は、日本の工業デザイナー(家具)、インテリアデザイナー。クリエイティブ沙羅代表。

## 来歴
兵庫県美方郡浜坂町（現:新温泉町）出身。1977年：兵庫県立浜坂高等学校卒業。1979年：明石短期大学デザイン美術科インテリア建築卒業。
1979年：宮脇・岩崎建築デザイン事務所設立。
同年：松尾産業株式会社企画部意匠室入社(-1986年)。株式会社光製作所の業務用家具デザイン・家庭用小物家具を手懸ける。
1986年：クリエイティブ沙羅を設立。フリーデザイナーとして活動。家具デザイン、企画・SP(セールスプロモーション)を主な業務として活動。
1986年：株式会社三光、デザイン顧問(-1999年)。座卓テーブルのデザイン開発、SP企画を手懸ける。
1987年：フジサンケイリビング社、インテリアコーディネータースクール講師(家具)。
1988年：香川県身体障害者リハビリテーションセンター(現　かがわ総合リハビリテーションセンター)、CIコンペティション大賞受賞。
1987年：株式会社エムケイ、企画デザイン顧問(-1993年)。SP企画デザインを手懸ける。
1992年：徳島県工業技術アドバイザー(-1998年)。徳島県内企業の意匠技術指導。
1993年：株式会社サンエリア、企画デザイン顧問。SP企画デザインを手懸ける。
1993年：株式会社シナックス、ログハウス企画デザイン・SP企画。
1997年：株式会社三創、企画デザイン顧問。SP企画デザインを手懸ける。
1998年：香川県工業技術アドバイザー(-2000年)。香川県内企業の意匠技術指導。
1998年：香川県頭脳化センター起業化等支援アドバイザー。
1999年：有限会社アルマネットワーク、「サクセス船井セミナー」(主催アルマネットワーク+株式会社船井総研　札幌・仙台・東京・名古屋・神戸・博多)総合プロデュース。
1999年：有限会社もの工房設立、代表取締役就任。
2002年：有限会社高畑木工所、企画デザイン顧問。座卓、こたつ、テーブルのデザイン・SPを手懸ける。
2002年：株式会社丸長、企画デザイン顧問(-2005年)。座卓、こたつ、テーブルのデザインを手懸ける。
2002年：株式会社デザインサクマ、総務顧問(-2021年)。
2014年：株式会社日本トレーディング、ハイエースのグランドクルーザー室内特装を手懸ける。